# Kohinoor (police de caractères)
Kohinoor est une famille de polices de caractères linéale arabe, bengali, devanagari, gujarati, gurmukhi latine, tamoule, télougou, développée par Indian Type Foundry. Les polices Kohinoor Devanagari, Kohinoor Bangla et Kohinoor Telugu sont distribuées par Apple dans plusieurs versions d’OS X : Yosemite (Kohinoor Devanagari), El Capitan (Kohinoor Bangla et Kohinoor Telugu) et les versions supérieures de macOS.